# 上施瓦布山脈

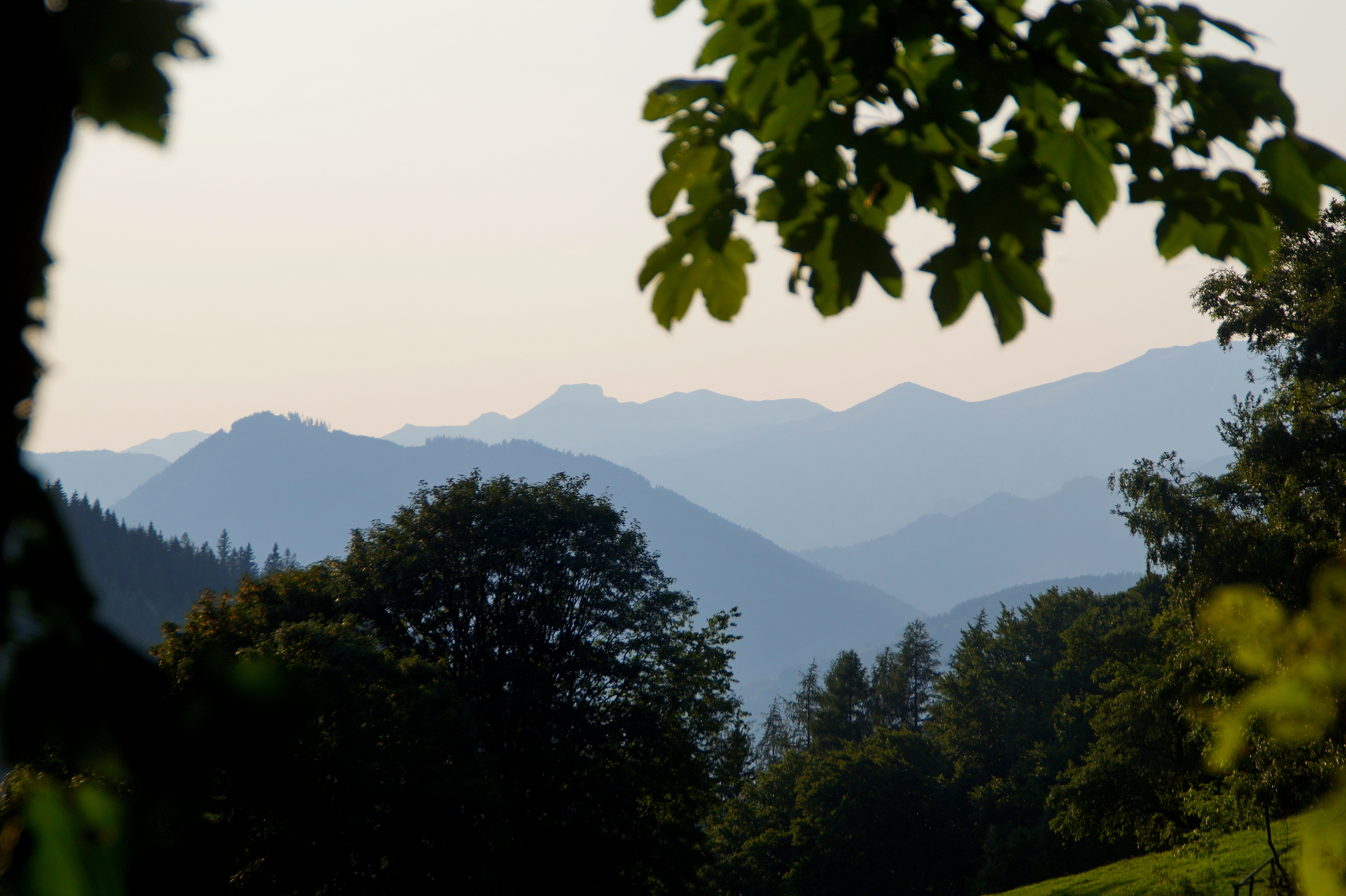
上施瓦布山脈

上施瓦布山脈（德語：Hochschwabgruppe）是奧地利的山脈，是北石灰岩山脉的一部分，位於施泰爾馬克州，面積約400平方公里，最高點上施瓦布峰海拔高度2,277米，山體由沉積岩組成。
47°36′N 15°05′E / 47.600°N 15.083°E